# Brian Howe
Brian Anthony Howe (22. července 1953, Portsmouth, Anglie, Spojené království – 6. května 2020) byl anglický rockový zpěvák a skladatel. Byl například členem skupiny Shy, kterou však záhy opustil a začal vystupovat s White Spirit, kde nahradil Bruce Ruffa. Skupina se však nedlouho po jeho příchodu rozpadla. V roce 1986 se stal členem obnovené skupiny Bad Company, s níž vystupoval až do roku 1994. Následně se tačal věnovat sólové kariéře.

## Diskografie

### Sólová
- Tangled in Blue (1997)
- Touch (2003)
- Circus Bar (2010)

### Ted Nugent
- Penetrator (1984)

### Bad Company
- Fame and Fortune (1986)
- Dangerous Age (1988)
- Holy Water (1990)
- Here Comes Trouble (1992)
- What You Hear Is What You Get: The Best of Bad Company (1993)